# Mike Bordin
Michael Andrew Bordin, ou Mike "Puffy" Bordin (São Francisco, 27 de novembro de 1962) é um baterista norte-americano. Fez parte da banda de heavy metal Ozzy Osbourne. Foi co-fundador da banda Faith No More, onde ganhou fama. Além disso já tocou com o Korn, Jerry Cantrell e EZ-Street

## Carreira
Foi o co-fundador do Faith No More, onde tocou por 17 anos até o fim da formação original da banda. Em 1995 entrou para a banda de Ozzy Osbourne, e ficou  com o mesmo até em 2009 para retornar  as atividades com Faith No More até hoje. Chegou a substituir Bill Ward no show do Black Sabbath no Ozzfest de 1997, quando Bill estava com problemas de saúde.
Foi o baterista do projeto solo do guitarrista do Alice In Chains, Jerry Cantrell, o álbum Degradation Trip.